# National Football League (Sudáfrica)
La National Football League fue la primera liga de fútbol de categoría profesional que hubo en Sudáfrica y que existió de 1959 a 1977.

## Historia
La liga fue creada en 1959 y al principio recibió una fuerte oposición de parte de la Asociación de Fútbol de Sudáfrica al ser considerada como una liga para blancos al existir durante la era del apartheid y porque solo participaban equipos de dos zonas geográficas del país, las cuales eran Transvaal y Durban, pero que con los años las demás regiones del país se integraron a la liga.
Al inicio la liga estaba compuesta por doce equipos, de donde salía el campeón por el sistema de liga hasta que en 1962 se inició por el proceso de jugar ligas regionales, donde los campeones jugaban una ronda de playoff para definir al campeón.
A mediados de los años 1970 inició la participación de jugadores negros en el campeonato hasta que la liga fue cancelada en 1977 por una liga que no tuviera cortes raciales fusionando la liga con la NPSL (liga de los negros) para dar origen a la NPSL.

## Ediciones anteriores
| Año  | Campeón                 | Subcampeón           | Tercer Lugar      |
| ---- | ----------------------- | -------------------- | ----------------- |
| 1959 | Durban City (1)         | Rangers Johannesburg | Durban United     |
| 1960 | Highlands Park (1)      | Durban City          | Germiston Callies |
| 1961 | Durban City (2)         | Highlands Park       | Germiston Callies |
| 1962 | Highlands Park (2)      | Southern Suburbs     | Durban City       |
| 1963 | Addington (1)           | Highlands Park       | Durban City       |
| 1964 | Highlands Park (3)      | Durban City          | Durban United     |
| 1965 | Highlands Park (4)      | Cape Town City       | Durban City       |
| 1966 | Highlands Park (5)      | Port Elizabeth City  | Durban United     |
| 1967 | Port Elizabeth City (1) | Highlands Park       | Cape Town City    |
| 1968 | Highlands Park (6)      | Durban United        | Powerlines        |
| 1969 | Durban Spurs (2*)       | Powerlines           | Highlands Park    |
| 1970 | Durban City (3)         | Cape Town City       | Maritzburg        |
| 1971 | Hellenic (1)            | Cape Town City       | Durban City       |
| 1972 | Durban City (4)         | Hellenic             | Berea Park        |
| 1973 | Cape Town City (1)      | Highlands Park       | Hellenic          |
| 1974 | Arcadia Shepherds (1)   | Cape Town City       | Maritzburg        |
| 1975 | Highlands Park (7)      | Hellenic             | Maritzburg        |
| 1976 | Cape Town City (2)      | Highlands Park       | Wits University   |
| 1977 | Highlands Park (8)      | Lusitano             | Durban United     |

- Addington era llamado Durban Spurs cuando ganó su segundo campeonato.
- Fuente:[1]

## Títulos por equipo
| Equipo              | Títulos | Temporadas                                     |
| ------------------- | ------- | ---------------------------------------------- |
| Highlands Park      | 8       | 1960, 1962, 1964, 1965, 1966, 1968, 1975, 1977 |
| Durban City         | 4       | 1959, 1961, 1970, 1972                         |
| Durban Spurs        | 2       | 1963, 1969                                     |
| Cape Town City      | 2       | 1973, 1976                                     |
| Port Elizabeth City | 1       | 1967                                           |
| Hellenic            | 1       | 1971                                           |
| Arcadia Shepherds   | 1       | 1974                                           |

## Logros Individuales
| Año  | Jugador del Año                   | Futbolista del Año                | Extranjero del Año               | Goleador(es)                                                 |
| ---- | --------------------------------- | --------------------------------- | -------------------------------- | ------------------------------------------------------------ |
| 1959 | Rocco Smith (Benoni United)       | N/A                               | N/A                              | Les Salton (Durban City) 23                                  |
| 1960 | Malcolm Rufus (Durban City)       | N/A                               | N/A                              | Les Salton (Durban City) 40                                  |
| 1961 | Les Salton (Durban City)          | N/A                               | N/A                              | Les Salton (Durban City) 46                                  |
| 1962 | George Barratt (Durban City)      | N/A                               | N/A                              | Peter McEwan (Germiston Callies) 42                          |
| 1963 | Ken Denysschen (Durban City)      | N/A                               | N/A                              | Bazil Johnson (Arcadia United) 43                            |
| 1964 | Bobby Chalmers (Durban City)      | N/A                               | N/A                              | Les Salton (Durban United) 42                                |
| 1965 | Malcolm Rufus (Highlands Park)    | N/A                               | N/A                              | Arne Bjørnstad (Boksburg) & Freddie Kalk (Highlands Park) 33 |
| 1966 | Freddie Kalk (Highlands Park)     | Robin Lowe (Durban United)        | Willie McIntosh (Highlands Park) | Walter da Silva (Highlands Park) 44                          |
| 1967 | Bob Davies (Rangers)              | Charlie Naude (Germiston Callies) | Bryan Orritt (Southern Suburbs)  | Jim Scott (Durban City) 27                                   |
| 1968 | Henry Hauser (Addington)          | Derek Smethurst (Durban City)     | Peter Rath (Powerlines)          | Stan Forster (Rangers) 32                                    |
| 1969 | Richard Allen (Cape Town City)    | Frank Pereira (Powerlines)        | Gary France (Cape Town City)     | Walter da Silva (Powerlines) 21                              |
| 1970 | Archie Soekoe (Rangers)           | Bennie Booysen (Southern Suburbs) | Tony Macedo (Durban City)        | Jim Scott (Durban City) 31                                   |
| 1971 | George Eastham (Hellenic)         | Ronnie Mann (Durban City)         | Ben Anderson (Cape Town City)    | Jim Scott (Durban City/Durban United) 22                     |
| 1972 | Trevor Gething (Berea Park)       | Wilf de Bruin (Hellenic)          | Johnny Haynes (Durban City)      | Wilf de Bruin (Hellenic) 26                                  |
| 1973 | Ian Bender (Durban Celtic)        | Hennie Joubert (Highlands Park)   | Peter Withe (Arcadia Shepherds)  | Wilf de Bruin (Hellenic) 26                                  |
| 1974 | Steve Wegerle (Arcadia Shepherds) | Steve Wegerle (Arcadia Shepherds) | Dave Huson (Hellenic)            | Geoff Wegerle (Arcadia Shepherds) 20                         |
| 1975 |                                   |                                   |                                  |                                                              |
| 1976 |                                   |                                   |                                  |                                                              |
| 1977 |                                   | Ian Bender (Maritzburg)           |                                  | Tony Stathakis (Highlands Park) 28                           |

## Goleadores Históricos
| Total | Nombre          | Clubes                                                                           | Periodo   |
| ----- | --------------- | -------------------------------------------------------------------------------- | --------- |
| 253   | Les Salton      | Durban City (109) Durban United (144)                                            | 1959-66   |
| 205   | Bobby Chalmers  | Durban City (106) Durban United (50) Maritzburg (49)                             | 1962-74   |
| 196   | Freddie Kalk    | Southern Suburbs (64) Highlands Park (132)                                       | 1960-73   |
| 192   | Wilf De Bruin   | Hellinic FC[192]                                                                 | 1970-1983 |
| 184   | Arne Bjørnstad  | Boksburg (143) Southern Suburbs (41)                                             | 1960-70   |
| 157   | Jim Scott       | Durban City (129) Durban United (22) Johannesburg Corinthians (5) Maritzburg (1) | 1966-74   |
| 154   | Vernon Wentzel  | Durban City (46) Addington (108)                                                 | 1962-68   |
| 153   | Percy Owen      | Rangers Johannesburg                                                             | 1960-68   |
| 142   | Walter da Silva | Hellenic (18) Highlands Park (64) Powerlines (50) Berea Park (10)                | 1964-72   |
| 136   | Ronnie Mann     | Durban United (87) Durban City (41) Guild Apollo (8)                             | 1962-77   |
| 132   | Danny Le Roux   | Durban City (58) Durban United (71) Addington (3)                                | 1959-67   |

## Equipos participantes en la Liga
| Club                     | Ciudad           | Temporadas      | Cambios de nombre, fusiones, etc. |
| ADDINGTON                | Durban           | 1962-68=        | (=Durban Spurs) |
| ARCADIA SHEPHERDS        | Pretoria         | 1959-62; =69-77 | Se fusiona con el ISCOR Pretoria (nace el Arcadia United) |
| ARCADIA UNITED           | Pretoria         | 1963-68=        | Fusión del Arcadia Shepherds y el ISCOR Pretoria |
| BENONI UNITED            | East Rand        | 1959-63         | Se fusiona con el Brakpan United y el Springs (Transvaal Lge.) (nace el East Rand United)                                                                                                  |
| BEREA PARK               | Pretoria         | 1960-64; 70-76  | Se fusiona con el Pretoria City |
| BLOEMFONTEIN CITY        | Bloemfontein     | 1963-66; 69-71  | |
| BOKSBURG                 | East Rand        | 1960-67; 74     | |
| BRAKPAN UNITED           | East Rand        | 1959-63         | Se fusiona con el Benoni United y el Springs (Transvaal Lge.) (nace el East Rand United)                                                                                                   |
| CAPE TOWN CITY           | Cape Town        | 1962-77         | |
| DURBAN CELTIC            | Durban           | 1972-74=        | Cambia su nombre a Pinetown Celtic |
| DURBAN CITY              | Durban           | 1959-77         | |
| DURBAN RAMBLERS          | Durban           | 1963            | |
| DURBAN SPURS             | Durban           | =1969           | Se llamó Addington, se fusiona con el Durban United (nace el Durban Spurs United) |
| DURBAN SPURS UNITED      | Durban           | 1970=           | Fusión del Durban Spurs y el Durban United |
| DURBAN UNITED            | Durban           | 1959-69; =71-77 | Se fusiona con el Durban Spurs (nace el Durban Spurs United) |
| EAST LONDON CELTIC       | East London      | 1969-70         | Se fusionac on el East London City (Cape Eastern Lge.) (nace el East London United) |
| EAST LONDON UNITED       | East London      | 1971-77         | Fusión del East London Celtic y el East London City (Cape Eastern Lge.) |
| EAST RAND UNITED         | East Rand        | 1964; 66        | Fusión del Benoni United, Brakpan United y el Springs (Transvaal Lge.). Jugó en la región de Transvaal como East Rand United antes de pasar a ser el Benoni United en la segunda división. |
| GERMISTON CALLIES        | East Rand        | 1959-77         | |
| GUILD APOLLO             | West Rand        | 1976=           | Se fusiona con el Jewish Guild y el Johannesburg Corinthians (nace el Roodepoort Guild) |
| HELLENIC                 | Cape Town        | 1964-77         | |
| HIGHLANDS PARK           | Johannesburg     | 1960-70; =73-77 | Se fusiona con el Powerlines (nace el Highlands Power) |
| HIGHLANDS POWER          | Johannesburg     | 1971-72=        | Fusión del Highlands Park y el Powerlines |
| ISCOR PRETORIA           | Pretoria         | 1961-62         | Se fusiona con el Arcadia Shepherds (nace el Arcadia United) |
| JEWISH GUILD             | West Rand        | 1971-75         | Se fusiona con el Johannesburg Corinthians (nace el Guild Apollo) |
| JOHANNESBURG CITY        | Johannesburg     | =1960-61        | Nace como Northern United. Jugó en la región de Transvaal hasta 1964 cuando se fusiona con el Marist Brothers AFC                                                                          |
| JOHANNESBURG CORINTHIANS | Johannesburg     | 1967-69         | Jugó en la segunda división hasta que se fusionó con el Jewish Guild (nace el Guild Apollo)                                                                                                |
| JOHANNESBURG RAMBLERS    | Johannesburg     | 1960-62         | Se fusiona con el Rangers Johannesburg |
| JOHANNESBURG WANDERERS   | Johannesburg     | 1962-65         | Jugó en las ligas provinciales como Johannesburg Wanderers, hasta que regresa a los torneos nacionales como Southern Albion en la segunda división                                         |
| LUSITANO                 | Johannesburg     | 1973-77         | |
| MARIST BROTHERS AFC      | Johannesburg     | 1960-65         | Se fusiona con el Johannesburg City |
| MARITZBURG               | Pietermaritzburg | 1968-77         | Jugó en la región de Natal como Durban Municipals entre 1953 y 67 |
| MARITZBURG CELTIC        | Pietermaritzburg | 1959            | |
| NORTHERN UNITED          | Johannesburg     | 1959=           | Jugó como Johannesburg City |
| OLYMPIA                  | East Rand        | 1965-67         | |
| PINETOWN CELTIC          | Durban           | =1975           | Jugó como Durban Celtic |
| PORT ELIZABETH CITY      | Port Elizabeth   | 1964-73         | |
| POWERLINES               | East Rand        | 1968-70         | Se fusiona con el Highlands Park (nace el Highlands Power) |
| PRETORIA CITY            | Pretoria         | 1959            | Se fusiona con el Berea Park (Transvaal Lge.) |
| RANDFONTEIN              | West Rand        | 1959-61=        | Jugó como West Rand United |
| RANGERS JOHANNESBURG     | Johannesburg     | 1959-77         | Se fusiona con el Johannesburg Ramblers |
| ROODEPOORT GUILD         | West Rand        | =1977           | Jugó como Guild Apollo |
| SHAMROCKS                | Pietermaritzburg | 1975-76         | |
| SOUTHERN PARK            | Johannesburg     | 1959-60=        | Jugó como Southern Suburbs |
| SOUTHERN SUBURBS         | Johannesburg     | =1961-72        | Jugó como Southern Park |
| WEST RAND UNITED         | West Rand        | =1962-63        | Jugó como Randfontein. Jugó en la región de Transvaal como West Rand United, en Florida |
| WESTVIEW APOLLON         | Port Elizabeth   | 1966-67         | |
| WITS UNIVERSITY          | Johannesburg     | 1976-77         | |